# Bloemenwijk (Harelbeke)

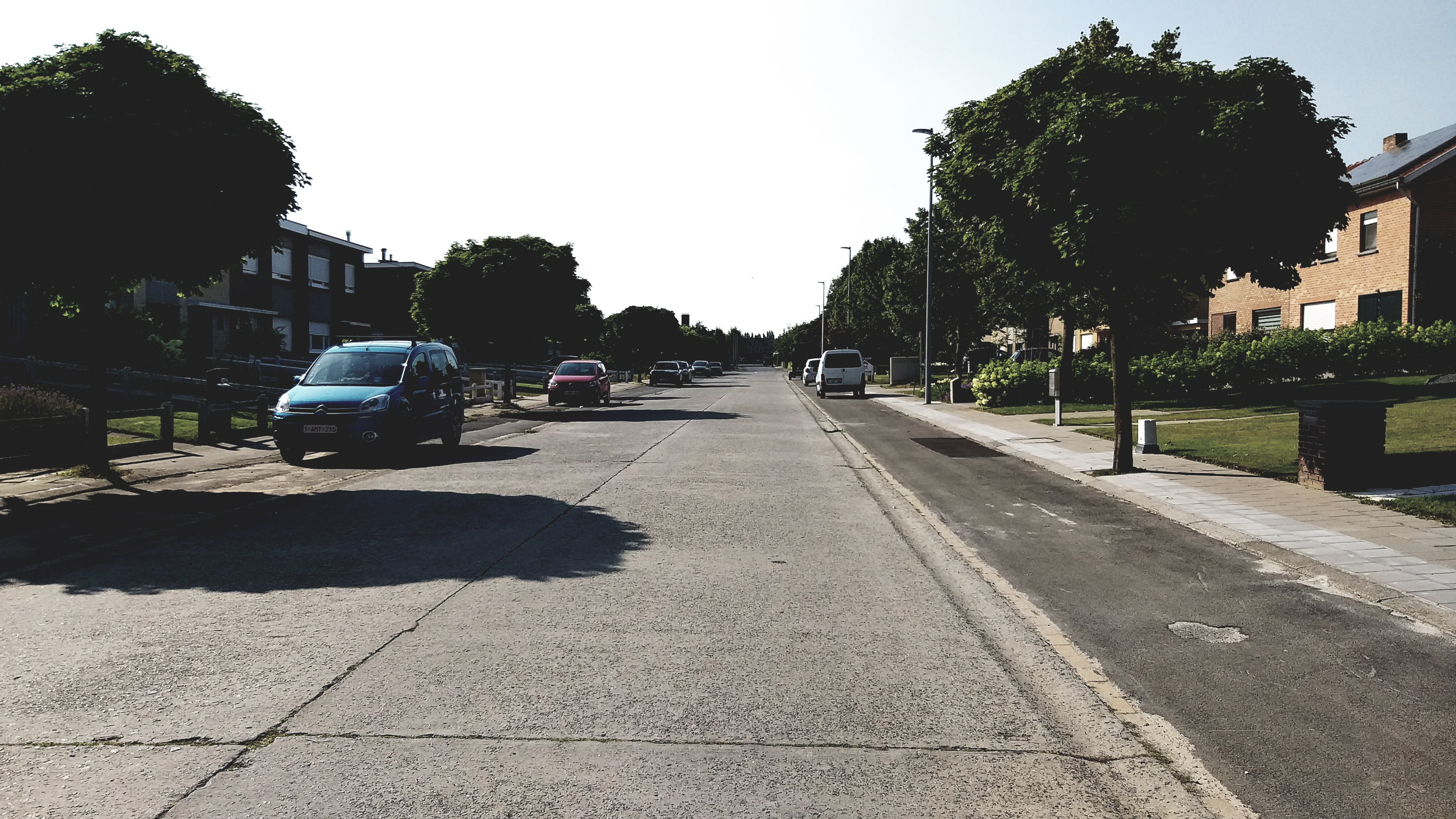
Broelstraat

De Bloemenwijk is een woonwijk in Harelbeke die deel uitmaakt van de wijk Overleie. Ze is begrensd door de Overleiestraat in het westen en het bedrijventerrein Vaarnewijk in het oosten. De Bloemenwijk werd in de jaren 1970 ontworpen en gebouwd. De structuur is typerend voor zijn tijd met grote brede straten, groene tuinen en gedomineerd door gezinswoningen. In het midden van de wijk loopt een centraal plein, het Rode-Kruisplein, met aan één zijde een appartementsgebouw.
Bloemenwijk heeft een kinderopvang en een scoutsclub.
Gelegen aan de Broelstraat is het stadsdepot van Harelbeke, dat vroeger een containerpark was.